# FK Cementarnica 55
FK Cementarnica 55 é uma equipe macedônio de futebol com sede em Skopje. Disputa a primeira divisão da Macedônia (Macedonian Prva Liga).
Seus jogos são mandados no Cementarnica Stadium, que possui capacidade para 2.000 espectadores.

## História
O FK Cementarnica 55 foi fundado em 1955.